# Praying Mantis
I Praying Mantis sono un gruppo musicale heavy metal inglese nato nel 1974 per iniziativa dei fratelli Troy, all'epoca entrambi studenti.

## Discografia

### Album in studio
- 1981 - Time Tells No Lies
- 1984 - Throwing Shapes
- 1991 - Predator in Disguise
- 1993 - A Cry for the New World
- 1995 - To the Power of Ten
- 1998 - Forever in Time
- 2000 - Nowhere to Hide
- 2003 - The Journey Goes On
- 2009 - Sanctuary
- 2015 - Legacy
- 2018 - Gravity
- 2022 - Katharsis

### Raccolte
- 2004 - The Best of Praying Mantis

## Formazione

### Formazione attuale
- John Cujpers – voce
- Tino Troy – chitarra
- Andy Burgess – chitarra
- Chris Troy – basso
- Hanz In Zandt – batteria

### Ex componenti ufficiali
- Bernie Shaw, voce
- Mick Ransome, batteria
- Bruce Bisland, batteria
- Dennis Stratton, chitarra
- Paul Di'Anno, voce
- Dave Potts, batteria
- Doogie White, voce
- Colin Peel, voce
- John Sloman, voce
- Gary Barden, voce
- Clive Burr, batteria
- Tony O'Hora, voce
- Gary Mackenzie, batteria